# Penelomax
Penelomax is een geslacht van haften (Ephemeroptera) uit de familie Ephemerellidae.

## Soorten
Het geslacht Penelomax omvat de volgende soorten:
- Penelomax septentrionalis